# Franck Amsallem

Franck Amsallem

Franck Amsallem  (* 25. Oktober 1961 in Oran) ist ein französischer Jazz-Pianist und Komponist.

## Leben
Amsallem wurde in Algerien geboren, wuchs aber in Nizza auf, lernte mit sieben Jahren das Klavierspiel und studierte am örtlichen Konservatorium auch klassisches Saxophon. Danach zog er Anfang der 1980er Jahre in die Vereinigten Staaten, wo er am Berklee College of Music und der Manhattan School of Music studierte; dort arbeitete er u. a. mit Blood, Sweat & Tears, Harry Belafonte, Jerry Bergonzi, Rick Margitza, Bobby Watson, Gerry Mulligan, Joshua Redman, Maria Schneider und Charles Lloyd. 1992 erschien sein erstes Album Out a Day auf dem Label OMD. Seit Anfang der 2000er Jahre lebt er in Paris und hat seitdem eine Reihe von Alben veröffentlicht, u. a. mit Tim Ries, Joe Chambers.
Seine Komposition Obstinated wurde vom Mel Lewis Jazz Orchestra aufgeführt. Auch hat er für die WDR Big Band Köln und das Orchestre National de Jazz geschrieben.

## Preise und Auszeichnungen
Amsallem wurde 1989 mit dem Fondation de la Vocation Award, 1990 mit der National Endowment for the Arts Fellowship to compose works for string orchestra und 1990 mit dem ASCAP Award For Young Composer ausgezeichnet.

## Diskographische Hinweise
- Out a Day, (OMD, 1992)
- New York Stories (Blue Note, 1992)
- Regards (Freelance, 1993)
- Is That So (Sunnyside, 1996)
- Years Gone By (Challenge/A, 1998)
- On Second Thought (Naïve, 2000)
- Summer Times (Nocturne/Sunnyside, 2003)
- A Week in Paris (Nocturne, 2005)
- Amsallem Sings (Fram, 2009)
- Franck Amsallem Sings Vol.II (Fram, 2014)
- At Barloyd (jazz&people, 2018)
- Gotham Goodbye (2019)